# Геометричний стиль

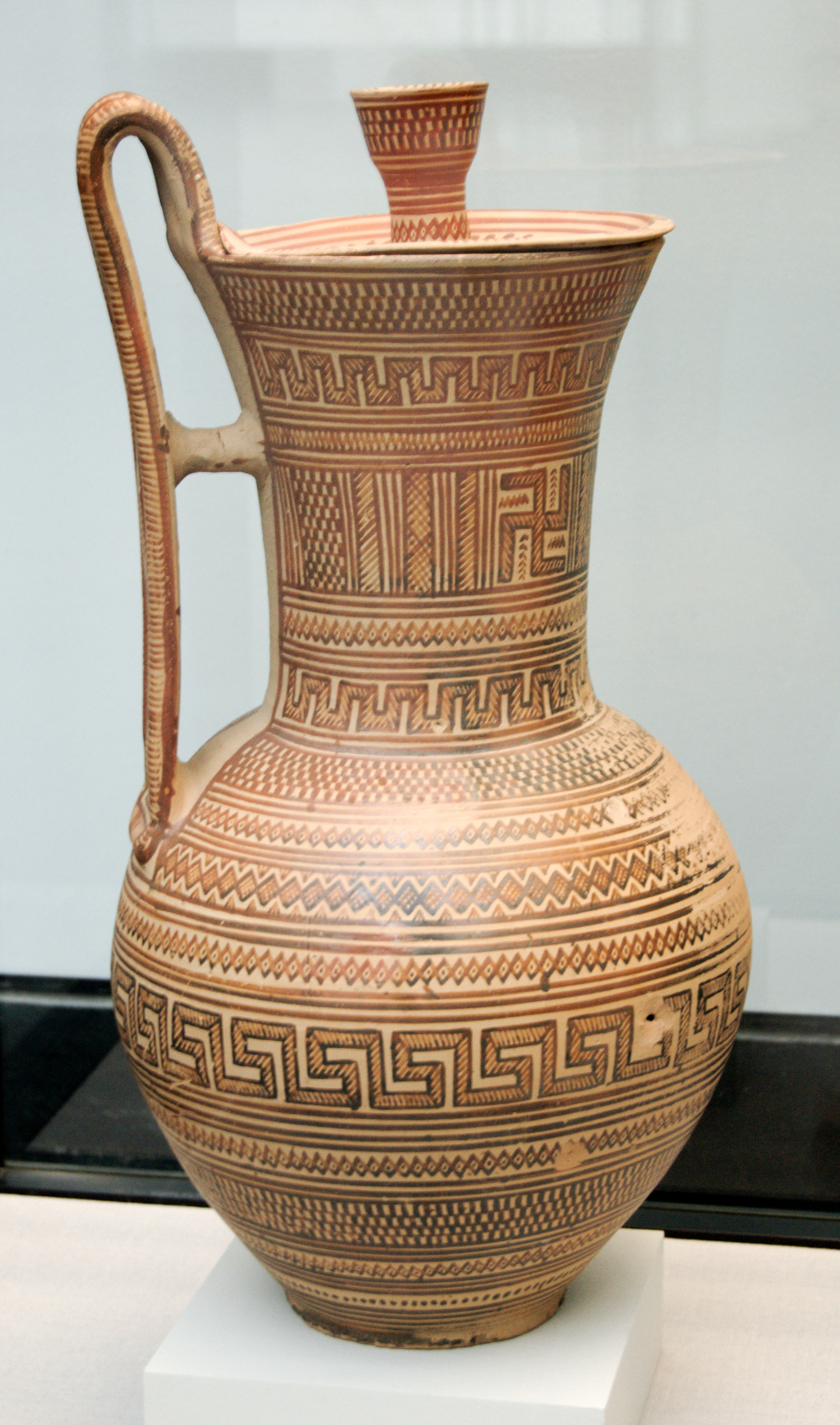
Пізньогеометрична ваза, Державне античне зібрання, Мюнхен

Геометричний стиль, або Геометрика — тип давньогрецького вазопису, характерний для доби кінця «темних віків в Греції» близько 900—700 років до н. е. Геометричний стиль витіснив протогеометричний стиль. Центром розповсюдження даного стилю були Афіни. Поступово він поширився в торгових містах на острови Егейського моря. Крім вазопису, стиль був характерний для дрібної пластики, гліптики і декоративно-прикладного мистецтва, він одночасно став відзнакою періоду класичної античності в Стародавній Греції.
Геометричний орнамент, що з'явився в IX столітті до н. е., був поєднанням геометричних елементів, на вазах він розташовувався смугами й складався з меандрів, хрестів і кіл. У цьому стилі відбилася суть давньогрецького мистецтва і релігійності. Крім орнаментальних фризів набули поширення фігурні зображення, що стали прообразами фризів із зображенням тварин і людей в період архаїки. Орнамент становив 80 відсотків розпису геометричного стилю. Після 750 до н. е. строго геометричний напрямок змінюється фризами із зображеннями казкових хижих тварин. На вазах зображувались також сюжети міфів.

## Періодизація

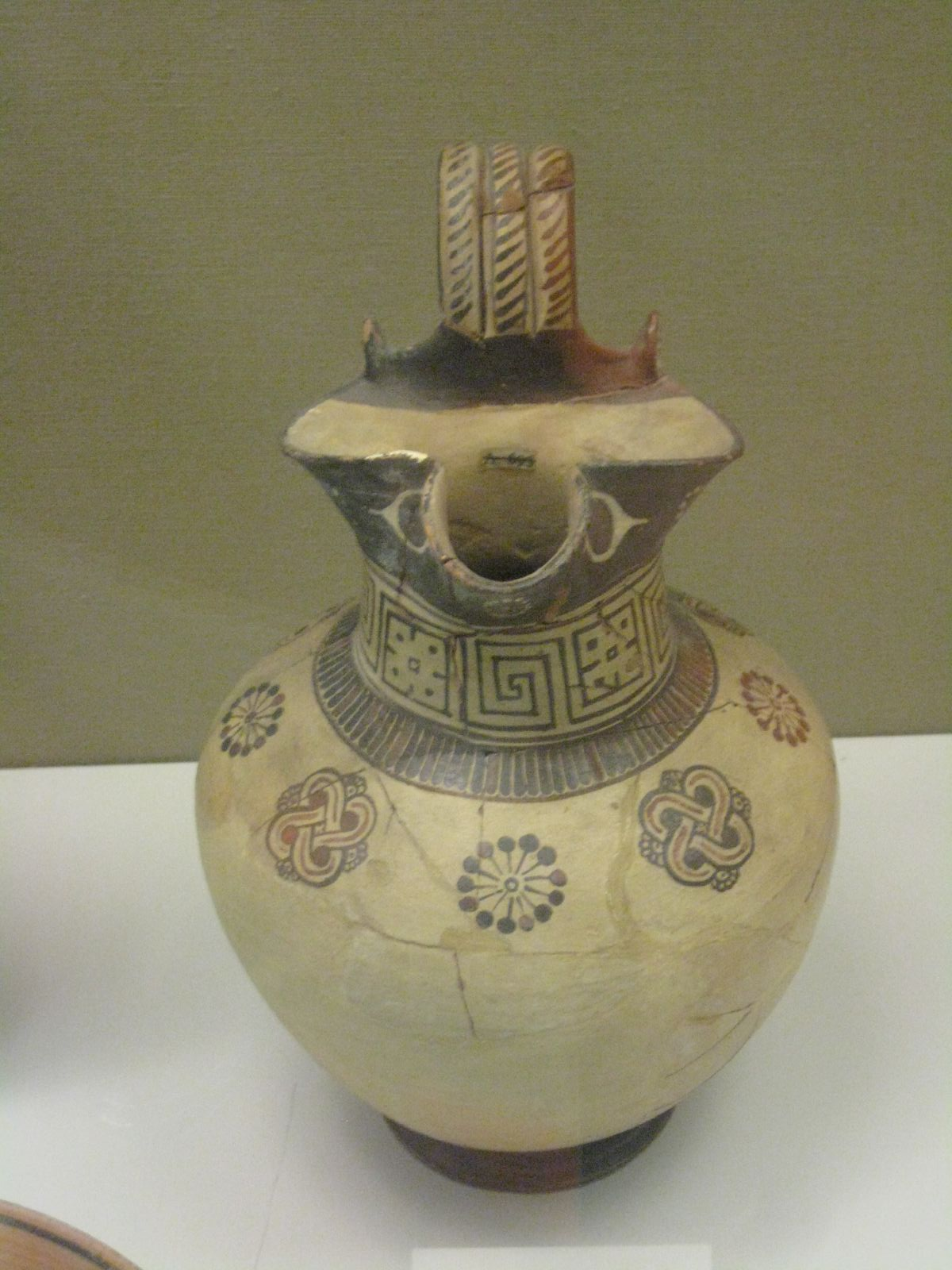
Ойнохоя, середня геометрика, Родос

### Протогеометричний період
Хоча протогеометричний стиль (1050—900 роки до н. е.) є певним культурним відродженням порівняно з попередньою субмікенскою керамікою, традиції мікенської кераміки були втрачені. Форма посудин стала суворою і простий (на відміну від звивистих форм, характерних для мікенської кераміки). Корпус протогеометричних посудин розділений на декілька декоративних горизонтальних смуг, в яких поміщені прості геометричні елементи, звичайно концентричні кола або півкола.

### Ранній геометричний період
В ранній геометричний період (900—850 роки до н. е.) збільшилася висота посудин, тоді як орнамент наносився лише навколо горла аж до середини корпусу посудини. Решта поверхні покривалася тонким шаром глини, яка при випаленні набувала темно-металевого блискучого відтінку. У цей же період до декоративних елементів кераміки додався меандр, що став одним з найхарактерніших елементів геометричного мистецтва.

### Середній геометричний період
У середній геометричний період (850—760 роки до н. е.) збільшується кількість декоративних зон на посудині, серед прикрас переважає меандр.

### Пізній геометричний період
Хоча технології середньогеометричного періоду продовжували використовуватися на початку VIII століття до н. е., деякі майстри збільшили кількість декоративних елементів на посудинах, а форми тварин в області шийки та підставки амфор стали стійкими. З'являються стилізовані людські зображення.
Одним з характерних прикладів пізньогеометричного стилю є найдавніша підписана давньогрецька посудина роботи гончаря Арістонота (VII століття до н. е.). Амфора виявлена в італійському місті Черветері, на ній зображено осліплення Поліфема Одіссеєм і його супутниками. Починаючи з середини VIII століття до н. е. тісніші контакти між Грецією і Сходом збагатили грецький вазопис новими елементами — такими, як леви, пантери, вигадані істоти, розетки, пальми, квіти лотоса, що пізніше розвинулося в орієнталізуючий стиль.